# The Ne'er-Do-Well
The Ne'er-Do-Well er en amerikansk stumfilm fra 1916 af Colin Campbell.

## Medvirkende
- Wheeler Oakman som Kirk Anthony.
- Kathlyn Williams som Mrs. Edith Cortlandt.
- Harry Lonsdale som Stephen Cortlandt.
- Frank Clark som Darwin K. Anthony.
- Norma Nichols som Chiquita Garavel